# Castelele Augustusburg și Falkenlust
Coordonate: 50° 49' 38.78" N 6° 54' 29.21" O
Castelele Augustusburg și Falkenlust se află în orașul Brühl în Renania, Germania. Cele două castele sunt construite în stil baroc și rococo. Ambele au fost declarate în anul 1984 patrimoniu mondial UNESCO.

## Așezare
Castelul Augustusburg se află într-un parc în partea estică a orașului Brühl, fiind legat printr-o alee cu Castelul de vânătoare Falkenlust.

## Istoric
Deja din secolul al XII-lea terenul aparținea arihiepiscopatului din Köln. In anul 1284 în timpul arhiepiscopului Siegfried a început construirea unei cetăți, care va fi terminată în anul 1298. Sucesorul lui Siegfried, arhiepiscopul Walram, va întări fortificația cetății, care va fi în 1689 aruncată în aer de francezi.

### Castelul Augustusburg

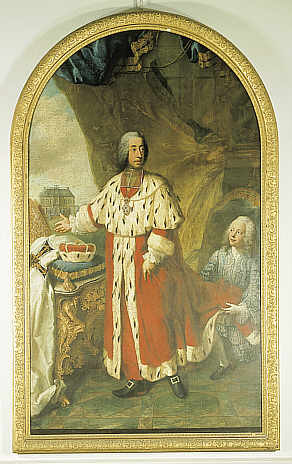
Arhiepiscopul Clemens August (1700-1761)

Construirea castelului pe ruinele cetății a fost începută în anul 1725 în timpul arhiepiscopului Clemens August de Bavaria (1700–1761).
Lucrările de construcție s-au făcut sub conducerea arhitectului Johann Conrad Schlaun, care a integrat în construcție fundamentele vechi existente. Acest fapt explică lipsa simetriei perfecte a clădirii. Castelul Augustusburg este constituit dintr-o clădire cu trei aripi, cu acoperiș cu terasă și o curte interioară (Curtea de Onoare). Arhitectura clădirii este în stil baroc. Detalii suplimentare de împodobire a castelului au fost făcute de arhitecții François de Cuvilliés și Johann Balthasar Neumann. Frescele de pe pereți au fost realizate de Carlo Carlone. Au contribuit de asemenea meșteri și pictori renumiți în acel timp, ca: Giuseppe Artario, Carlo Pietro Morsegno și Joseph Anton Brillie, care au fost aduși de Clemens August.

### Castelul Falkenlust

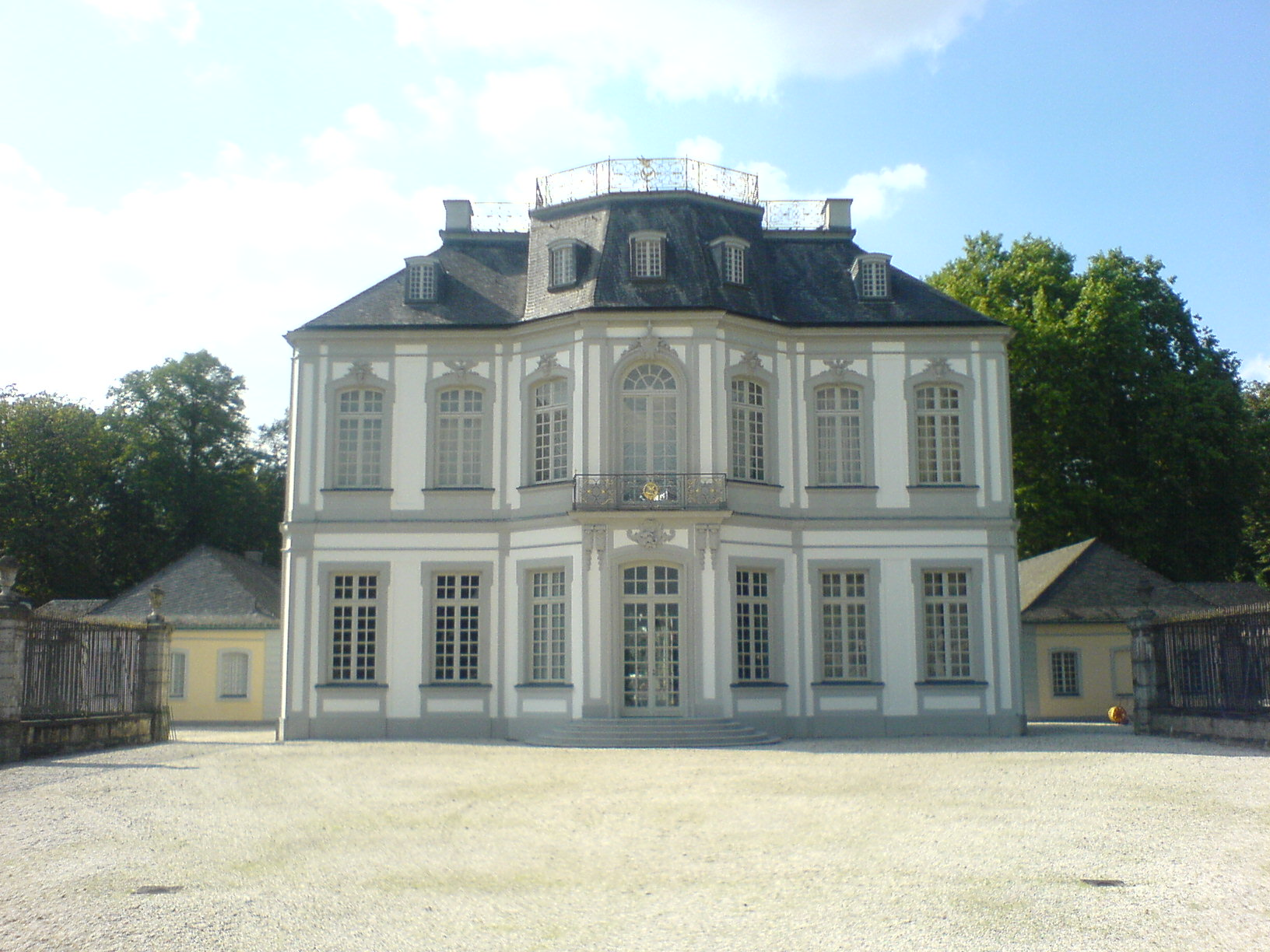
Castelul Falkenlust

Castelul de vânătoare se află la capătul aleii care îl leagă de Castelul Augustusburg El a fost construit între anii 1729 - 1740 după modelul castelului Nymphenburg, pentru a servi vânătoarei cu șoimi, sport apreciat în acel timp. Castelul este flancat de două clădiri joase anexe, de la care pornește o îngrăditură arcuită din fier forjat. Castelul are, la fel ca și Augustusburg, o terasă pe acoperiș pentru a se putea urmări scenele de vânătoare. In interior se află mai multe încăperi: un antreu care duce spre salonul de primire, garderoba, cabinet de lucru, dormitor pentru gazdă și oaspeți. In partea de sud se află casa scărilor cu o sobă de teracotă olandeză. Picturile cu scene de vânătoare sunt realizate de Laurenz de la Roque. In contrast cu Augustusburg, castelul de vânătoare nu are un caracter reprezentativ pregnant.
In prezent, ambele castele sunt deschise vizitatorilor, fiind proprietatea landului Nordrhein-Westfalen.